# 郭詠燊
郭詠燊（Kwok Wing Sun，1981年9月11日—），生於香港，是一名職業足球員，綽號「炮仔」。擔任右後衛。現時效力於香港乙組足球聯賽球隊三昇。

## 球會生涯
郭詠燊除防守技術全面外，準繩的「飛鏟」攔截更為其拿手好戲，隊友李樹燊曾表示郭詠燊的飛鏟為自己最想得到的技術之一。加上在場上經常指揮和提點隊友以及演出水平穩定，郭詠燊成了隊中不可多得的成員。
郭詠燊曾效力流浪、東方、和富大埔、晨曦、屯門。他效力大埔以來，郭詠燊水平非常穩定，演出亦拼勁十足。教練陳浩然曾表示郭詠燊為隊中其中一名值得入選港隊的球員。
2009年6月6日，大埔於足總杯決賽中以4-2擊敗天水圍飛馬，升班三年後獲得首個錦標。在甲組浮沉十載，郭詠燊表示當中有喜有悲，而十年轉眼已過，等了十年終能一嚐冠軍滋味。而他亦感謝父親，十年來差不多每一次他的比賽父親都會到場觀看。

## 國際賽生涯
郭詠燊曾入選香港奧運足球代表隊以及於2002代表港隊參與釜山亞運足球。
香港著名教練黎新祥曾表示，郭詠燊具有潛質，但因工作關係才令進度停留下來，未有把潛力完全發展。

## 軼事
郭詠燊經營海鮮生意的父親暱稱為「阿炮」，因此郭詠燊便被稱為「炮仔」。